# 卡拉韋 (馬里蘭州)
卡拉韋（英語：Callaway）是位於美國馬里蘭州聖瑪麗斯縣的一個普查規定居民點。

## 人口
根據2020年美國人口普查的數據，卡拉韋的面積為12.36平方千米，當中陸地面積為12.34平方千米，而水域面積為0.02平方千米。當地共有人口1779人，而人口密度為每平方千米143.93人。